# Onchidoris hystricina
Onchidoris hystricina is een slakkensoort uit de familie van de Onchidorididae. De wetenschappelijke naam van de soort werd voor het eerst geldig gepubliceerd in 1878 door Bergh.